# Min Hyun Sik
Hyun Sik Min (korejsko 민현식, izg. Min Hjonšik), južnokorejski arhitekt, * 21. oktober 1946, Gyeongnam, provinca Južni Gyeongsang, Južna Koreja.
Po zaključenem študiju arhitekture je sodeloval z arhitektoma Swoo Geun Kimom iz Space Group in Seun Joong Woonom iz Wondoshi Architects Group, kjer je Min leta 1980 postal eden od partnerjev. Po študiju na arhitekturni šoli AA v Londonu med letoma 1989 in 1990 je leta 1992 odprl lasten arhitekturni biro H. Min arhitekti in partnerji. Leta 1997 je bil eden izmed ustanovitljev nove Šole za upodabljajoče umetnosti na Korejski nacionalni umetniški univerzi, kjer je danes redni profesor.
Širša južnokorejska javnost ga je spoznala po uspešnem sodelovanju na razstavi Odmevi časa leta 1992. Za njegov načrtovalski pristop, ki ga sam imenuje “strukturiranje praznega”, je med drugim značilno nadaljevanje izročila tradicionalne korejske arhitekture, kakor tudi pretanjeno navezovanje na lokalne družbene in prostorske značilnosti. Min s takšnim pristopom ustvarja zanj značilno arhitekturo, ki je pomembno vplivala na razvoj sodobne južnokorejske arhitekture.
Za svoje delo je prejel številne nagrade, med njimi nagrado Kim Swoo Geuna (1992), nagrado Korejskega inštituta za arhitekturo (1993), nagrado ICA (2000) in nagrado fundacije ILMAEK (2009).
Med njegova pomembnejša arhitekturna dela sodijo Nacionalna srednja šola Gugak (1998), Srednja šola Munte (1999), Korejska nacionalna univerza za kulturno dediščino (1998), cerkvi Seongyak (1997) in Dongsung (2005), spominska parka Isang Yuna (2010) in Im Jingak (2005), Univerza v Daejonu (2001-2009), projekti v knjižnem mestu Paju (2004-2005) in številni projekti, ki jih je med letoma 1991 in 2005 načrtoval za podjetje Sindoricoh.
Poleg tega je Min sodeloval na številnih razstavah v Južni Koreji in po svetu. Med drugim je trikrat sodeloval na Beneškem bienalu (1996, 2000, 2002), medtem ko je leta 2008 v okviru razstave S(e)oul Scape razstavljal tudi v Umetnostni galeriji Maribor.